# Loredana Marcello
Loredana Marcello, död 12 december 1572, var en dogaressa av Venedig, gift med Venedigs doge Alvise I Mocenigo (regeringstid 1570–1577).
Hon var dotter till Giovanni Alvise Marcello och gifte sig med Mocenigo 1533. Hon beskrivs som attraktiv och begåvad, var brevskrivare och ansågs bildad. Tillsammans med sina systrar Bianca, Daria och Maria utgjorde hon de så kallade fiore de'l secolo i Venedig, och representerade den bildning och det nya mode som var på modet och utgjorde ideal för Venedigs adelsdamer. Hon författade brev, poem och studerade botanik, men hennes skrifter har gått förlorade: hennes botaniska arbete ska dock ha använts då man bekämpade pesten strax efter hennes död. Hon besjöngs efter sin död av Ottavio Maggio.